# Demetria McKinney
Demetria Dyan McKinney (nacida el 27 de agosto de 1979) es una actriz y cantante estadounidense. De 2006 a 2012, protagonizó la sitcom de TBS Tyler Perry's House of Payne. Sus otros papeles regulares incluyen la comedia de televisión The Rickey Smiley Show, la telenovela Saints & Sinners de Bounce TV y el drama de terror de Syfy Superstition. 
Sus créditos en el teatro incluyen interpretar a Coretta Scott King en la ópera de rhythm and blues I Dream (2010), y también el papel de Deena Jones en Dreamgirls (2012). En 2017, McKinney interpretó a Whitney Houston en la película de TV Bobbi Kristina. Lanzó su álbum debut, Officially Yours, en 2017. 

## Carrera
McKinney interpretó a Janine Shelton-Payne en la serie de comedia de TBS Tyler Perry's House of Payne de 2006 a 2012. Fue nominada para un Premio Vision en 2009 de la Asociación Nacional para la Multiétnica en Comunicaciones (NAMIC) a la Mejor actuación en una comedia, en reconocimiento a su trabajo en House of Payne. Regresó al spin-off de House of Payne, The Paynes en 2018. McKinney también fue estrella invitada en Necessary Roughness, Drop Dead Diva, Devious Maids, Chicago Med y Being Mary Jane. Ha sido una estrella invitada en The Real Housewives of Atlanta que se transmite en Bravo Television Network, desde su estreno de la séptima temporada el 9 de noviembre de 2014. 
De 2012 a 2014, McKinney tuvo un papel regular en la serie de comedia de TV One, The Rickey Smiley Show. En 2016, fue elegida para interpretar a Tamara Austin en la telenovela Saints & Sinners de Bounce TV. En 2017, fue elegida junto a Mario Van Peebles y Robinne Lee en el drama de terror Superstición, de Syfy. También en 2017, McKinney protagonizó la película de TV One Bobbi Kristina como Whitney Houston, el ícono fallecido y madre de Bobbi Kristina.
En 2017, McKinney lanzó su álbum debut, Officially Yours. Recibió la nominación para el Premio de Imagen NAACP al Artista Nuevo Destacado.
En 2018, ella vuelve a aparecer como personaje recurrente en los episodios "Una sorpresa para Paynes", "Revelations of Payne" y "A Confrontation of Payne". junto con Lance Gross, Allen Payne, Larramie "Doc" Shaw y China Anne McClain. 

## Vida personal
McKinney se enfrentó a la falta de vivienda a los 17 años y tiene un hijo.

## Filmografía

### Película
| Año  | Película                             | Papel             | Notas        |
| ---- | ------------------------------------ | ----------------- | ------------ |
| 2004 | Tyler Perry’s Meet The Browns        | Kim Brown         | Play         |
| 2006 | Tyler Perry’s Why Did I Get Married? | Trina             | Play         |
| 2007 | Chicas de Papi                       | Señorita del Club |              |
| 2007 | Standing Reign                       | Reign             | Cortometraje |
| 2008 | Before I Wake                        | Tracy Mason       | Cortometraje |
| 2010 | Breaking Up Is Hard to Do            | Shonda            |              |
| 2011 | Church Girl                          | Emily             |              |
| 2012 | Raising Izzie                        | Singer            |              |
| 2013 | In the Meantime                      | Felicia           |              |
| 2013 | Let the Church Say Amen              | Tawny             |              |
| 2013 | Deranged                             | Tracey James      | Play         |
| 2015 | Sons 2 the Grave                     | Vanessa Bishop    |              |
| 2017 | Bobbi Kristina                       | Whitney Houston   | Telefilme    |
| 2017 | Providence Island                    | Mary Dunbar       |              |
| 2018 | A Stone Cold Christmas               | Mia Stone         | Telefilme    |

### Televisión
| Año          | Título                       | Papel                                | Notas                                            |
| ------------ | ---------------------------- | ------------------------------------ | ------------------------------------------------ |
| 2006-2012    | Tyler Perry's House of Payne | Janine Shelton–Payne                 | Principal, 153 episodios                         |
| 2011         | Necessary Roughness          | Leanne                               | Episodio: "Whose Team Are You On?"               |
| 2012-2014    | The Rickey Smiley Show       | Monica                               | Regular, 3 episodios                             |
| 2014         | Let's Stay Together          | Shauna                               | Episodio: "Date My Wife, Please"                 |
| 2014         | Drop Dead Diva               | Lisa                                 | Episodio: "Cheers & Jeers"                       |
| 2014         | Devious Maids                | Natasha Jones                        | Episodio: "Private Lives"                        |
| 2015         | Mann & Wife                  | Lisa Lovejoy                         | Episodio: "Mann-ditory Counseling"               |
| 2016–2019    | Saints & Sinners             | Tamara Austin Calloway/Tamara Austin | Recurrente(temporada 1) Regular (temporadas 2-3) |
| 2016         | Chicago Med                  | Sra. James                           | Episodio: "Win Loss"                             |
| 2017         | Being Mary Jane              | Jessie Lords                         | Episodio: "Feeling Lost"                         |
| 2017–present | Superstition                 | May Westbrook                        | Regular                                          |
| 2017-18      | The Quad                     | Madre de Cedric                      | Recurrente                                       |
| 2018         | Tyler Perry’s The Paynes     | Janine Shelton–Payne                 | Recurrente                                       |
| 2019-20      | A House Divided              | Carissa Walker                       |                                                  |
| 2020         | Motherland: Fort Salem       | Anacostia Quatermaine                | Regular                                          |
| 2020         | American Soul                | June Pointer                         |                                                  |

## Discografía

### Álbumes de estudio
| Title            | Album details                                                                                       | Posiciones |
| Title            | Album details                                                                                       | U.S. Indie |
| ---------------- | --------------------------------------------------------------------------------------------------- | ---------- |
| Officially Yours | - Lanzado: 6 de octubre de 2017 - Sello: Entertainment One Music - Formatos: CD, descarga de música | 48         |

### Sencillos
| Título                                          | Año  | Posiciones | Posiciones     | Álbum |
| Título                                          | Año  | EE. UU.    | U.S. Adult R&B | Álbum |
| ----------------------------------------------- | ---- | ---------- | -------------- | --- |
| "Get Yo ..Ish"                                  | 2011 | —          | —              | rowspan="" style="var(--background-color-neutral, #eaecf0); color:inherit;; text-align:center; vertical-align:middle;" \| — |
| "Take Away This Love"                           | 2012 | —          | —              | rowspan="" style="var(--background-color-neutral, #eaecf0); color:inherit;; text-align:center; vertical-align:middle;" \| — |
| "Still Believe in Love (feat. Musiq Soulchild)" | 2013 | —          | —              | rowspan="" style="var(--background-color-neutral, #eaecf0); color:inherit;; text-align:center; vertical-align:middle;" \| — |
| "Work With Me"                                  | 2013 | —          | —              | rowspan="" style="var(--background-color-neutral, #eaecf0); color:inherit;; text-align:center; vertical-align:middle;" \| — |
| "100 (feat. da Brat)"                           | 2015 | —          | —              | rowspan="" style="var(--background-color-neutral, #eaecf0); color:inherit;; text-align:center; vertical-align:middle;" \| — |
| "Trade It All"                                  | 2015 | —          | 25             | rowspan="" style="var(--background-color-neutral, #eaecf0); color:inherit;; text-align:center; vertical-align:middle;" \| — |
| "Unnecessary Trouble (feat. Kandi Burruss)"     | 2015 | —          | —              | rowspan="" style="var(--background-color-neutral, #eaecf0); color:inherit;; text-align:center; vertical-align:middle;" \| — |
| "Easy"                                          | 2017 | —          | 4              | Officially Yours |
| "Is This Love"                                  | 2017 | —          | —              | Officially Yours |